# São Bento do Sul (tiểu vùng)
São Bento do Sul là một tiểu vùng thuộc bang Santa Catarina, Brasil. Tiều vùng này có diện tích 1900 km², dân số năm 2007 là 114702 người.